# 纪限仪

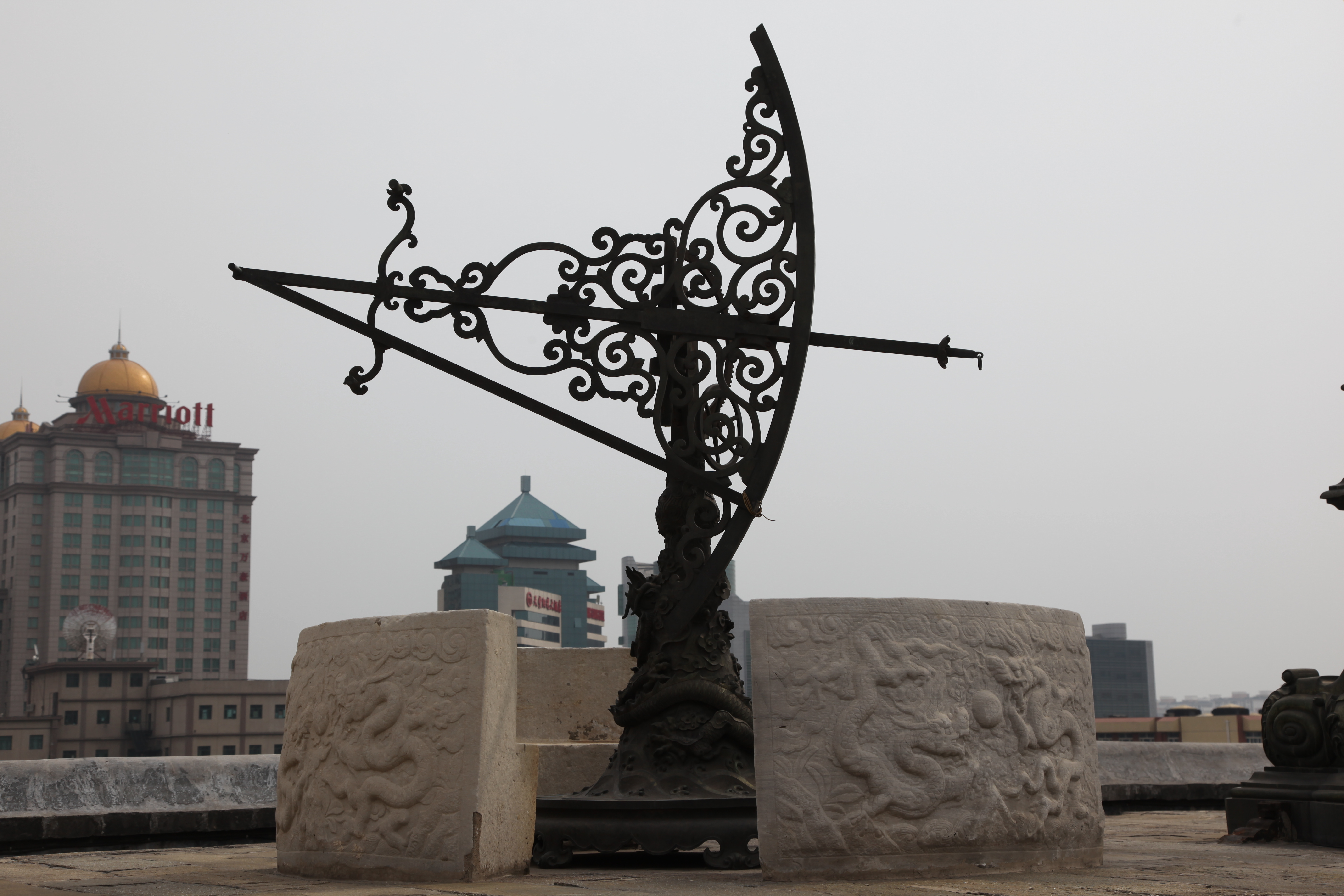
纪限仪

纪限仪，又称距度仪，是中国古代用于测量60度角以内的任意两天体的角距离的天文仪器。现存北京古观象台上，由於自秦朝後「數以六為紀」（語出《秦始皇本纪》），故紀限儀亦稱六分儀，西方亦有同類似功能儀器。

## 结构

### 弧系統
纪限仪的主要部件是一个60度的弧面，半径6尺，宽2寸5分，上有精美花纹。从中间向左右各有30度，每度划为60分。在弧面中央沿半径方向装有一根橫軸，整个弧面就固定在橫軸上高下轉動。铜杆（弧的「圓心」位置）上端有一根横轴，横轴上挂有窥衡。另在主干两侧各有一和主干垂直的立柱，这就是副表

### 樞軸系統
在铜杆中部有一根于弧面垂直的轴，要用一个小滑车来推动，绕这根轴弧面可垂直转动。这根轴又是一个半圆齿轮的弦，这个半圆齿轮垂直于地平面，通过一个手轮驱动，这样整個弧面便可繞軸作180转动。支持半圆齿轮的立軸插在下面雕有龙的底座（底座座架高4尺、下直径3尺），可沿水平方向自由转动。这样纪限仪就可以自由转动，指向天球上任何一点。

### 窺衡系統
窥衡末端有一游表并设有立耳，用以测量星体。弧背左右各设游表一个，挂上窥衡，测另一星体用（游表已散佚）。
纪限仪的制作相当困难。精美的花纹和装饰起到连接、支撑、平衡仪器作用，必须要使整个仪器的重心位于座架的立轴上以保平衡。为提高观测精度和准确度，必须精确计算和浇筑加工。另外这件仪器的刻划也比古观象台上的其它仪器精细，精度可达6角秒。

## 使用方法
據《靈臺儀象志》載，使用时先用手轮将弧面与两颗待测星校至同一平面，一人将主窥表对准一颗星，另一人将游表对准另一颗星。两者都使用自己的缝隙，读数差便是两颗星的角距。
若两星角距太近，不便于两人同时测量，可使用10度的柱表（副表与主干的角距10度）。测量时，一人将窥衡对准中心柱表，使窥衡在弧面上立起之两个狭缝与中心柱表上的两边缘相切，並以此為準測量左边的目標天體。再用转变的游表以左邊副表為準，测准右边的一颗目標天體。由于使用10度的副表，将弧面測得之读数减去10度就是两星的实际角距。

## 历史
北京古观象台上的纪限仪是中国第一台在觀象台上使用的纪限仪。由比利时传教士南怀仁根据丹麥天文學家第谷的設計，参照明代仪器于清康熙十二年（1673年）铸造，重802公斤。在中国清朝前没有建造过这种仪器。纪限仪的使用丰富了中国古代天文观测的内容。
1900年八国联军入侵北京，纪限仪以及另外四件北京古观象台上的天文仪器被德军作为战利品掠走，拆散装船运往德国。在德皇威廉二世要求下被安放在皇家花园的橙园中的草坪上。一战后根据巴黎和会规定，德国将纪限仪等五件仪器归还中国，修复后在古观象台上展出。